# Yehualtepec
Yehualtepec är en ort i Mexiko.   Den ligger i kommunen Yehualtepec och delstaten Puebla, i den sydöstra delen av landet, 170 km öster om huvudstaden Mexico City. Yehualtepec ligger 2 126 meter över havet och antalet invånare är 6 329.
Terrängen runt Yehualtepec är kuperad åt nordost, men åt sydväst är den platt. Runt Yehualtepec är det ganska tätbefolkat, med 100 invånare per kvadratkilometer. Närmaste större samhälle är Tecamachalco, 12,3 km nordväst om Yehualtepec. Trakten runt Yehualtepec består till största delen av jordbruksmark.